# Tulka, Norrtälje kommun
Tulka är en bebyggelse norr om Hallstavik i Haverö socken i Norrtälje kommun, Stockholms län. Mellan 2015 och 2020 samt från 2023 avgränsade SCB här en småort.